# Слишком много Джонсона
«Сли́шком мно́го Джо́нсона» (англ. Too much Johnson) — американский немой фильм 1938 года, вторая авторская работа Орсона Уэллса в кинематографе. Фильм общей продолжительностью 40 минут состоит из трёх неравных фрагментов, снятых в манере буффонады 1910-х годов и предназначавшихся для показа во время театральной постановки одноимённой комедии Уильяма Жиллетта. После провала премьеры спектакля Уэллс отказался от завершения фильма и положил отснятый материал на полку.
Долгое время считалось, что фильм погиб при пожаре в 1970 году; описания и оценки фильма основывались на свидетельстве Фрэнка Брэди, фоторепортаже в журнале Stage и короткой любительской киноленте, запечатлевшей процесс съёмок. Однако в 2008 году лента была найдена в Италии.
Премьера восстановленного фильма состоялась 9 октября 2013 года на Международном фестивале немого кино в Порденоне. В 2014 году рабочий позитив и современная версия монтажа были опубликованы в Сети Национальным фондом охраны фильмов (NFPF).

## Сюжет
Фильм состоит из трёх не связанных одна с другой киноновелл, которые, по замыслу Уэллса, должны были предварять три действия спектакля:
1. Пролог. Нью-Йорк. Повеса Огастес Биллингс (Джозеф Коттен) направляется на свидание с миссис Датис (Арлин Френсис). Встречу в квартире Датисов прерывает появление обманутого мужа (Эдгар Барриер[англ.]). Биллингс бежит по пожарной лестнице, а мистер Датис тщетно пытается отобрать у супруги фотографию любовника. Начинается погоня по крышам и улицам Нью-Йорка, которая завершается в порту отчаянным прыжком сначала Биллингса, а за ним мистера Датиса, на борт парохода, отправляющегося на Кубу. На этом месте, по замыслу режиссёра, кинематографическое действие (падение мистера Датиса на палубу) должно было смениться на живую актёрскую игру (приземление актёра на сцену, декорированную под палубу)[9][10].
2. Плантация на Кубе. Пароход приближается к острову. Камера исследует побережье и останавливается на внушительном особняке. На этом месте проектор следовало выключить: кинематографический пейзаж сменялся видом сцены, оформленной как интерьер колониального поместья[11][12].
3. Последняя, «кубинская», часть описана свидетелями фрагментарно. Известно, что она была снята в «колониальных» декорациях, с массовкой в блэкфейсе и в пробковых шлемах, и что в ней играл другой актёрский треугольник — Гай Кингсли, его «возлюбленная» Анна Стаффорд и её «строгий отец» Юстас Уайетт. В сценах конной погони характерные роли «громилы» и «тупого полицейского»[комм. 2] играли Говард Смит и сам Орсон Уэллс[13][12].

## Участники съёмок
| - Орсон Уэллс Фото 1937 года - Джон Хаусман Фото 1979 года - Джозеф Коттен Кадр из фильма 1945 года - Арлин Фрэнсис Фото 1940-х годов - Рут Форд Фото 1947 года - Эдгар Барриер Кадр из фильма 1943 года |

| В ролях - Джозеф Коттен — Огастес Биллингс - «Анна Стаффорд» (Вирджиния Николсон) — Ленора Фэддиш - Эдгар Барриер — Леон Датис - Арлин Френсис — миссис Датис - Рут Форд — миссис Биллингс - Мэри Уикс — миссис Бэттисон - Юстас Уайетт — мистер Фэддиш - Гай Кингсли — Макинтош - Джордж Даффи — казначей - Орсон Уэллс — тупой полицейский (англ. Keystone Cop) - в эпизодах: Джон Берри, Ховард Смит, Огаста Уайсбергер, Джон Хаусман, Марк Блицштайн, Херберт Дрейк, Ричард Уилсон, Джудит Тувим | Съёмочная группа - Продюсеры: Орсон Уэллс, Джон Хаусман - Режиссёр: Орсон Уэллс - Сценарий: Орсон Уэллс по мотивам комедии Уильяма Жиллетта - Операторы: Гарри Данхем, Пол Данбар - Монтаж (не завершён): Орсон Уэллс, Ричард Уилсон, Уильям Олланд - Композитор: Пол Боулз |

## Замысел

Сидни Смит, Пола Лоренс и Джозеф Коттен в «Соломенной шляпке». Постановка Орсона Уэллса, 1935

В начале июля 1938 года двадцатитрёхлетний Уэллс, страдавший сенной лихорадкой и астмой, переехал из своего загородного дома в Снеденc-Лэндинг в нью-йоркский отель «Сент-Реджис». 11 июля артист, уже считавшийся восходящей звездой театра и возглавлявший собственную труппу Mercury Theatre, провёл на CBS первый радиоспектакль из цикла «Первое лицо, единственное число». Одновременно Уэллс готовил к осеннему театральному сезону две премьеры: эпическую драму «Пять королей» по мотивам трагедий Шекспира и комедию-фарс Уильяма Жиллета «Слишком много Джонсона». Также, как и предыдущая комедийная постановка Уэллса («Соломенная шляпка», 1935), пьеса Жиллета была переделкой французского фарса (La Plantation Thomassin Мориса Ордонно, 1891), уже ставившейся на английском языке.
Уэллс решил совместить в комедии обычное театральное действие с показом фильма: актёры Mercury Theatre должны были буквально сходить с киноэкрана на сцену. Этот приём уже был опробован до Уэллса, но успеха не имел. В традициях немого кино экранное действие должно было быть искусственно ускорено замедленной съёмкой; сценическое же действие Уэллс сократил до одно часа. В библиотеке Индианского университета хранятся четыре неполных текста в разных редакциях, по которым можно восстановить путь от исходной пьесы — к реализованной постановке. К недовольству труппы, режиссёр продолжал править пьесу до самой премьеры. Длинные монологи оригинала он заменил диалогами, его персонажи говорят не развёрнутыми предложениями, а скороговоркой.
По идее Уэллса, немые кинематографические фрагменты должны были быть сняты в манере буффонады 1910-х годов, а сценическое действие должно было следовать канону эксцентрической комедии. Действие пьесы также происходит в начале XX века: в репликах упоминается 1903 год, в фильме появляются автомобили, а персонажи одеты по моде примерно 1910 года. Кинематографический пролог, а по существу полноценный первый акт пьесы, должен был достигать тридцати пяти минут. Перед вторым и третьим «настоящими» актами должны были демонстрироваться десятиминутные интермедии. Вместо звуковой дорожки кинематографическое действие должны были озвучивать настоящий оркестр и специалист по шумовым эффектам.

## Съёмки
Старший партнёр Уэллса Джон Хаусман не верил в успех предприятия, но сумел раздобыть десять тысяч долларов на съёмки. Уэллс приступил к ним немедленно, без сценария, полагаясь на удачу и экспромт. Никто из его команды, за исключением оператора Пола Данбара, не имел профессионального опыта в кинематографе: режиссёр и актёры «изучили» ремесло в кинозале, просмотрев десятки фильмов Мака Сеннета, Чарли Чаплина и Гарольда Ллойда. Именно немая картина Ллойда «Наконец в безопасности», по мнению Уэллса, оказала наибольшее влияние на него и на его фильм; влияние Сергея Эйзенштейна Уэллс категорически отрицал.
Ведущие роли в фильме играли актёры Mercury Theatre. Роль Леноры Фэддиш Уэллс отдал своей [первой] жене, Вирджинии Николсон. По мнению помощник режиссёра Mercury Theatre Билла Герца, единственной причиной этого выбора было желание Уэллса спровадить нелюбимую жену из Нью-Йорка в Стони-Крик, где проходили репетиции будущего спектакля. Уэллс в это время встречался с балериной Верой Зориной. В эпизодах Уэллс использовал Хаусмана, композитора Марка Блицштайна, театрального критика Херберта Дрейка и семнадцатилетнюю Джудит Тувим — в будущем ставшую звездой под именем Джуди Холлидей. Дублирование основных артистов потребовалось лишь однажды — в сцене с письмом, которое героиня Арлин Фрэнсис прячет под корсетом от ревнивого мужа. Режиссёр решил, что грудь актрисы недостаточно пышна́, и без ведома Фрэнсис переснял сцену. Дублёром была секретарша Уэллса Огаста Уайсбергер.
По плану Уэллса производство фильма, начавшееся в середине июля, должно было занять не более месяца: предварительный премьерный показ «Джонсона» в летнем театре Стони-Крик был назначен на 16 августа 1938 года. Фактически Уэллс уложился в десять дней, отсняв примерно 7600 метров плёнки. Все съёмки проходили в Нью-Йорке и окрестностях. Все интерьерные сцены были сняты во временной «студии», построенной на арендованном пустыре в Йонкерсе, сцены «погони на Кубе» — в заброшенном карьере в Хэверстро, что рядом с загородным домом Уэллса. Тропическую «атмосферу» дополняли арендованные пальмы в неловко замаскированных кадках. Белая лошадь, на которой в фильме ездил Коттен — это некогда знаменитый, уже состарившийся Жадаан (англ. Jadaan), снимавшийся в «Сыне шейха» c Рудольфом Валентино.
Погоня Бэрриера за Коттеном снималась в Центральном парке, на историческом Фултонском рыбном рынке, её комическое завершение — на причале Бэттери-парк. «Пароход на Кубу», на котором завершается погоня, в действительности возил воскресные экскурсии вверх по Гудзону. Во время съёмок он был заполнен пассажирами, ожидавшими рейса к Медвежьей горе. Вероятно, Уэллс не согласовывал съёмки с властями города. Во время съёмок погони на крышах на Олбани-Стрит уличная толпа приняла Коттена, прыгавшего с карниза на карниз без страховки, за очередного безумца-самоубийцу. На место происшествия прибыли пожарные и полиция, а на следующий день газеты обвинили Уэллса в эксплуатации образов нью-йоркских самоубийц.
За десять съёмочных дней Уэллс израсходовал весь бюджет и остался должен актёрам и подрядчикам. Уэллс сумел уговорить актёров согласиться на пониженные, репетиционные (а не съёмочные) ставки и отказался от оркестрового сопровождения спектакля — его должна была заменить сольная игра Марка Блицштайна. И всё равно денег не хватило на самое необходимое: проявку фильма, печать позитивов, титров и монтаж. Уэллсу пришлось, впервые в жизни, самостоятельно монтировать фильм в гостиничном номере.

## Провал премьеры

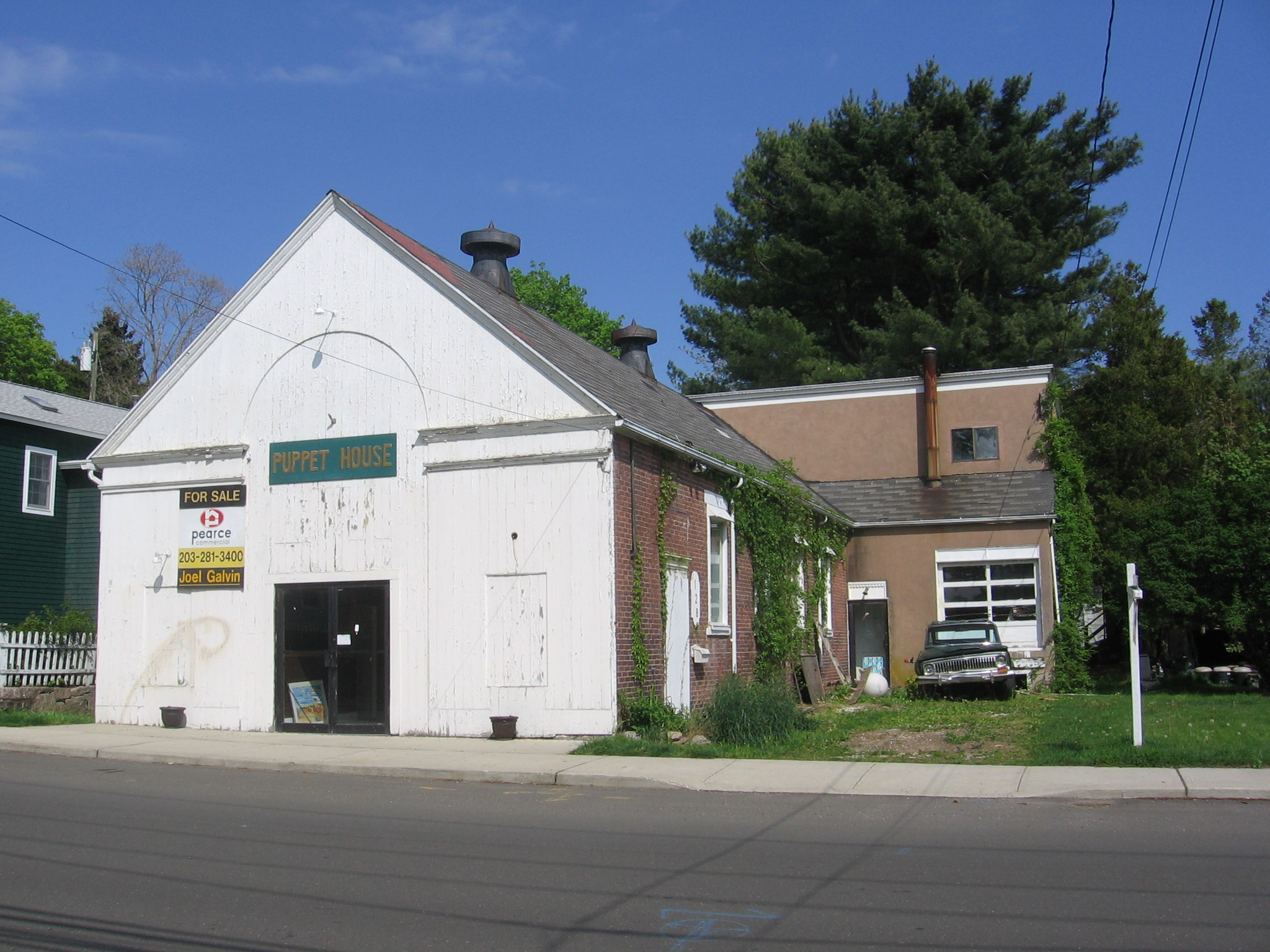
Летний театр Стони-Крик, место неудачной премьеры

За несколько дней до премьеры Уэллс провёл в Стони-Крик опытную репетицию с демонстрацией незавершённых фрагментов фильма; только тогда оказалось, что выбранный зал совершенно не подходит для кинопоказа. Низкий потолок не позволял развернуть полноценный киноэкран, противопожарные правила требовали строительства особой несгораемой будки для проектора. Уэллс был вынужден играть премьеру без кинематографических фрагментов. Спектакль, превращённый волей режиссёра в набор не связанных друг с другом отрывков, провалился. Взбешённые, по словам Рут Форд, зрители забросали актёров яблоками и бананами — что попалось под руку. По мнению Мэри Уикс, успевшей просмотреть фильм до премьеры, его показ вряд ли спас бы спектакль: «в фильме было не больше смысла, чем в спектакле. Никакого смысла!». Пожалуй, единственный положительный отзыв на премьеру дала Кэтрин Хепбёрн: очарованная игрой Коттена, она пригласила его на главную роль в бродвейской постановке «Филадельфийской истории».
Уэллс винил в неудаче не себя, а зрителей: «Для публики и спектакль, и фильм были слишком сюрреалистичны. Она была неспособна принять их, они же слишком опередили своё время». Вероятно, главными причинами провала были нехватка денег и неспособность Уэллса подготовить фильм к дню премьеры с имеющимися скудными средствами. Опытный импресарио Джон Хаусман мог бы подстраховать молодого партнёра, но не сделал этого. Напротив, он изначально заявлял о бесперспективности «Слишком много Джонсона» (и спектакля, и фильма) и рекомендовал Уэллсу отказаться от проекта. Возможно, что свою роль сыграли конфликты внутри труппы (также порождённые денежными проблемами Уэллса) и юридические претензии владельца прав на экранизацию пьесы Жиллетта — Paramount Pictures. Если бы Уэллс попытался вывести «Слишком много Джонсона» на Бродвей, ему пришлось бы платить студии отступные, а денег у Уэллса не было.
Уэллс отказался от дальнейшей работы на спектаклем и фильмом и не пытался выкупить у фотолаборатории удержанные за долги негативы. Единственный отпечатанный позитив фильма, всего шесть стандартных бобин 35-миллиметровой нитроцеллюлозной плёнки, Уэллс положил на полку своего архива и надолго забыл о неудачном опыте. Три десятилетия спустя Уэллс объяснил случившееся провалом премьеры, за которой в ноябре 1938 года последовал провал «Смерти Дантона»: «Спектакль („Смерть Дантона“) нравился мне … и никому, кроме меня. Поэтому мы его закрыли и решили не возобновлять „Джонсона“. Именно поэтому я не закончил монтаж „Джонсона“. Он не имел смысла. Именно тогда я и решил отправиться в Голливуд, чтоб заработать достаточно денег на театральные постановки».

## Утрата, находка и реставрация
В 1960-е годы Фрэнк Брэди, собиравший материал для биографии Уэллса, нашёл «Слишком много Джонсона» в мадридском доме режиссёра. По мнению Уэллса, плёнки сохранились в отличном техническом состоянии. Уэллс собирался смонтировать фильм и послать копию в подарок Коттену, но от публичного показа отказался: по мнению автора, отснятые фрагменты имели ценность только как часть несостоявшегося спектакля.
Смонтировать фильм Уэллс не успел. В 1970 году, когда он уехал на очередные киносъёмки, а свой дом сдал в аренду Роберту Шоу, его архив был уничтожен пожаром. Уэллс, со слов Брэди, допускал, что фильм мог сохраниться, и не тяготился потерей: «Наверное, это к лучшему … Теперь я могу всем рассказывать, сколь замечательны были мои сценарии! Впрочем, жаль, что вы никогда не увидите „Слишком много Джонсона“. Фильм был прекрасен: мы выстроили в Нью-Йорке Кубу моей мечты…».
Почти полвека считалось, что фильм погиб, единственным свидетельством о его содержании и художественных решениях были воспоминания Брэди, а материальными доказательствами его существования — несколько кадров, опубликованных в 1938 году в журнале Stage и 43-секундная любительская кинолента, запечатлевшая процесс съёмок «кубинских» сцен. Вероятно, эту ленту снял спонсор труппы Уэллса Майрон Фалк. В настоящее время она хранится в киноархиве Калифорнийского университета в Беркли.
В 2005 году на складе в Падуе были найдены коробки с кинолентами неизвестного происхождения. Владелец склада отдал ленты киноклубу Cinemazero из городка Порденоне, и только три года спустя, в 2008 году, киномеханик Cinemazero отсмотрел их и понял, что «в этом что-то есть». Авторство Уэллса было доказано чуть позже с помощью кинокритика Сиро Джорджини; опубликованные кадры не оставили сомнений — на лентах действительно запечатлён молодой Орсон Уэллс. Каким образом они попали из Мадрида в Падую — остаётся загадкой.
Cinemazero передала находку на попечение киноархива Cineteca del Friuli, а затем фильм отправился на реставрацию в американский киноархив Музей Джорджа Истмана. Ленты в основном сохранились хорошо, но одна бобина оказалась, по словам кураторов проекта, сильно разложившейся и хрупкой. Восстановлением повреждённых фрагментов занялась лаборатория Haghefilm Digitaal из Нидерландов, копированием лент — лаборатория Cinema Arts из Пенсильвании, монтажом — George Eastman House, а финансировал восстановление негосударственный Национальный фонд сохранения фильмов. Всего, по утверждению George Eastman House, удалось спасти 96 % найденного материала.
7 августа 2013 американские и итальянские фонды объявили о завершении реставрации. Мировая премьера фильма состоится 9 октября 2013 года на фестивале немого кино в Порденоне, американская премьера запланирована на 16 октября 2013 года. По соглашению сторон подлинные ленты Уэллса будут храниться в архиве имени Луиса Майера в городке Чайлай (штат Нью-Йорк).

## Комментарии
1. ↑  Первой была любительская короткометражка The Hearts of Age. Кроме того, Уэллсу довелось озвучивать киносъёмку «Двенадцатой ночи» для театрального фестиваля в Чикаго и присутствовать на съёмках фильма Роберта Флаэрти «Человек с Арана»[2]
2. 1 2  «Кистонские полицейские»[англ.] — реально существовавшая труппа актёров, игравшая стереотипные роли «тупых полицейских» в комедиях Мака Сеннета, снятых на студии Keystone в 1912—1917 годах. «Кистонское» клише использовалось и в 1930-е годы, и даже в 1970-е («Немое кино» Мела Брукса).
3. ↑  После отказа Уэллса от завершения фильма Боулз переделал написанную для него музыку в сюиту «Музыка для фарса» (Music for a Farce)[16].
4. ↑  Подробно о Жадаане см. Roeder, Walter. Jadaan, the Sheikh and the Cereal Baron // The Cal Poly Scholar. — 1988. — № Fall 1988. — P. 99—103. Архивировано 11 октября 2012 года.. Конь снимался в большом кино с 1926 по 1936 год, а к 1938 стал живым реквизитом нью-йоркской сцены. Скелет коня, умершего в 1945 году, выставлен в ветеринарном колледже в Калифорнии.
5. ↑  В те годы Фултонский рынок обитал на Фултон-Стрит в нижнем Манхэттене. Современный «новый» Фултонский рынок расположен в Бронксе.
6. ↑  Paramount поставила свой полнометражный фильм по пьесе Жиллетта в 1920 году. Этот фильм утрачен[16].